# Tomorrow Comes Today (singolo)
Tomorrow Comes Today è un singolo del gruppo musicale britannico Gorillaz, pubblicato il 25 febbraio 2002 come quarto estratto dal primo album in studio Gorillaz.

## Tracce
CD
1. Tomorrow Comes Today – 3:15
2. Film Music – 3:05
3. Tomorrow Dub – 5:31
4. Tomorrow Comes Today (Enhanced Video) – 3:23

12"
- Lato A

1. Tomorrow Comes Today – 3:15
2. Tomorrow Dub – 5:31

- Lato B

1. Film Music (Mode Remix)

DVD
1. Tomorrow Comes Today (DVD Video) – 3:15
2. Film Music (Audio) – 3:09
3. Tomorrow Dub (Audio) – 5:31
4. 'Jump The Gut' Pt. 1 – 0:31
5. 'Jump The Gut' Pt. 2 – 0:32